# Insomnia (Lied)
Insomnia (lat. und englisch: Schlaflosigkeit) ist ein Lied der britischen Musikergruppe Faithless. Es wurde zunächst 1995 als zweite Single der Musikergruppe auf dem Elektronik-Label Cheeky Records veröffentlicht, welche zum weltweiten Charthit avancierte.

## Entstehung und Veröffentlichung
Insomnia wurde erstmals 1995 beim britischen Label Cheeky Music, welches von Produzent Rollo betrieben wurde, veröffentlicht. Als Autoren werden die Faithless-Mitglieder Rollo, Sister Bliss und Maxi Jazz sowie Goetz Botzenhardt aufgeführt. Der Song entwickelte sich schnell zu einem Clubhit und wurde von weiteren Labels lizenziert und veröffentlicht, darunter auch große Major-Firmen. In den USA erschien der Track erstmals 1997.
Die Original-Single enthält neben der regulären Version in der Länge von 3:36 min auch zwei Versionen, die fast 9 min bzw. 11 min lang sind. Die Albumversion enthält zusätzliche Texte, die wegen ihres expliziten Inhalts nicht im Radio gespielt wurden. Populär wurde in den Clubs vor allem der Moody Mix durch das vor dem Song erklingende Glockenläuten.
Nach Erscheinen auf dem Album Reverence wurde der Track in verschiedenen Versionen wiederveröffentlicht, so 2005 von Armand Van Helden und 2015 von Avicii. Die Remixe erreichten ebenfalls die Charts mit teilweise hohen Platzierungen. Im Februar 2013 wurde Insomnia von den Lesern des mixmag-Magazins auf Platz 5 der besten Dance-Platten aller Zeiten gewählt.
Der norwegische Elektronik-Künstler Biosphere behauptete, Faithless hätten die Bassline von seiner Single Novelty Waves gesampelt. Nach dem Erscheinen von Sash!s Hit Encore une fois im Jahr 1997 äußerten sich Faithless missbilligend, da ihrer Meinung nach Elemente aus Insomnia bei der Produktion verwendet wurden.

## Inhalt
In dem Song erzählt der Sänger (Maxi Jazz) von seinem Leiden an Schlaflosigkeit und dem verzweifelten Kampf um Schlaf. (I toss and I turn without cease, like a curse, open my eyes and rise like yeast / At least a couple of weeks since I last slept, kept takin’ sleepers, but now I keep myself pepped). Das Subjekt kann damit als Fan von elektronischer Clubmusik identifiziert werden, denn mit dem regelmäßigen Gebrauch von chemischen Stimulanzien, wie es in der Club- und Rave-Kultur üblich ist, stellt sich häufig ein Leiden an Schlafstörungen als Nebenwirkung ein.
In dem Song wird auch eine mögliche prekäre Situation beschrieben, zumindest aber die Unfähigkeit, den Tagesablauf zu organisieren. (Make my way to the refrigerator / One dry potato inside, no lie, not even bread, jam, when the light above my head go bam…)

## Kommerzieller Erfolg

### Chartplatzierungen
| ChartsChartplatzierungen       | Höchstplatzierung | Wochen |
| ------------------------------ | ----------------- | ------ |
| Deutschland (GfK)              | 2 (43 Wo.)        | 43     |
| Österreich (Ö3)                | 5 (18 Wo.)        | 18     |
| Schweiz (IFPI)                 | 1 (43 Wo.)        | 43     |
| Vereinigte Staaten (Billboard) | 62 (19 Wo.)       | 19     |
| Vereinigtes Königreich (OCC)   | 3 (64 Wo.)        | 64     |

| ChartsJahrescharts (1996)    | Platzierung |
| ---------------------------- | ----------- |
| Deutschland (GfK)            | 4           |
| Österreich (Ö3)              | 21          |
| Schweiz (IFPI)               | 2           |
| Vereinigtes Königreich (OCC) | 39          |

### Auszeichnungen für Musikverkäufe
| Land/Region                  | Auszeichnungen für Musikverkäufe (Land/Region, Auszeichnung, Verkäufe) | Verkäufe  |
| ---------------------------- | ---------------------------------------------------------------------- | --------- |
| Australien (ARIA)            | Gold                                                                   | 35.000    |
| Belgien (BRMA)               | Gold                                                                   | 25.000    |
| Dänemark (IFPI)              | Gold                                                                   | 45.000    |
| Deutschland (BVMI)           | Platin                                                                 | 500.000   |
| Frankreich (SNEP)            | Silber                                                                 | 125.000   |
| Norwegen (IFPI)              | Platin                                                                 | 20.000    |
| Schweiz (IFPI)               | Gold                                                                   | 25.000    |
| Vereinigtes Königreich (BPI) | 3× Platin                                                              | 1.800.000 |
| Insgesamt                    | 1× Silber · 4× Gold · 4× Platin ·                                      | 2.555.000 |

## Coverversionen
Insomnia wurde verschiedene Male von anderen Dance-Projekten gecovert, so 2002 von den Nightwatchers und 2009 bzw. 2012 von Mike Candys & Jack Holiday.